# Трубчевский детинец
Трубчевский детинец — исторический центр Трубчевска, расположенный в юго-восточной части города на правом берегу Десны. Сегодня это место, возвышающееся над уровнем реки на 40 м, называется урочищем Городок.

## Структура
К небольшому укреплённому детинцу площадью 0,2 га примыкал окольный город площадью 3,6 га, вместе они образуют Трубчевское городище. Детинец и окольный город были разделены рвом, переходящим в овраг. Вокруг окольного города до наших дней прослеживаются следы вала и рва.

## История
Первоначально Трубчевск располагался в районе деревни Кветунь и был перенесён на новое место во второй половине XII века. Вероятной причиной стало изменение русла Десны. В XVII веке была построена новая крепость, которая отражала нападения крымских татар и Речи Посполитой. В петровское время её укрепляли против шведов.

## Археологические раскопки
На городище неоднократно проводились археологические исследования. Культурный слой в детинце насчитывает 2 м и содержит отложения юхновской и роменской культур, а также древнерусского времени. В отличие от него, окольный город заселялся не ранее XII века. Павел Раппопорт обнаружил на его территории остатки фундамента каменного храма XII века.